# Subir En Busca Del Aire
Subir en Busca del Aire fue una banda de screamo, activa entre 2003 y 2006, originaria de Talcahuano, Chile. El nombre de la banda hace referencia a la obra de George Orwell, Subir a por aire (1939).
La agrupación estuvo apegada a estéticas y líricas sobre política, el individuo en sociedad y la ética DIY, con grandes influencias musicales de bandas pertenecientes al skramz europeo, el emo violence y el post-punk.
Influenciados por bandas como Born Against, Anomie, Peu Être, Alcatraz e Indian Summer. Sin embargo, la banda no encaja totalmente dentro del estilo ni escena de las bandas mencionadas, ya que su abanico sónico remite al post-punk y a la experimentación caótica de sus derivados y eso es parte del reconocimiento que se ha ganado con el paso del tiempo. Fácilmente es reconocible en su sonido a, Joy Division, Sonic Youth, Pixies o Siouxsie and the Banchees.
En sus años de duración la banda participó en diversos shows en Concepción, Chillán, Santiago, Temuco y Valparaíso.

## Historia

### Existencia (2003–2006)
Entre 2001 y 2002, aproximadamente, existió "Una Temporada en el Infierno", proyecto previo junto con miembros de bandas como Formatos Breves, Pakman y Memorias de Arcadia. Tras lanzar un demo tape en 2002 la banda se disolvió. Romero y Aracena siguieron en la misma línea musical, sumando a Gustavo Castro E. y Valentina Villaroel A. (miembro de Formatos Breves ) como guitarristas, y posteriormente al baterista Carlos Yévenes, así comenzó SEBDA, en un frío día de mayo de 2003. 
La banda grabó el 20 de septiembre de 2003 su primer demo en cuatro pistas, en la comuna de Chiguayante; en este se incluye "Vive tus sueños" (también llamada Extracto de Demian) la que forma parte del demo de Una Temporada en el Infierno. Se hicieron aproximadamente cien copias en casete para la venta y regalo, en tres ediciones distintas por el sello/fanzine Cisnes Salvajes. La formación más estable termina con el ingreso de Claudio Castro E. a fines de ese año. Comenzando activamente a presentarse en los dos años posteriores.
En septiembre del 2005 se grabaron cinco temas, tres para un split con la banda emoviolence temucana "Teoría de un Sueño Muerto" y dos para un split con la banda alemana "Katyn", pero ambos no fueron lanzados. La banda y quién sacaría el split con Teoría en tape discreparon, por lo que no se concretó. En 2006 se filtró en internet, y en 2010 fue lanzado físicamente en CDr por South Noise Records.
La banda se disolvió por riñas entre sus integrantes, dando su último show en San Bernardo, Santiago en enero del 2006.

### Reunión (2012–2013)
Nuevos proyectos aparecieron, los hermanos Castro Elgueta se dedicaron al rock experimental con "The Drinker & Las Luces Siniestras", Aracena y Romero formaron un proyecto post-rock llamado "Chloe Saloniki", con miembros de "Estoy Hartx" y "Falsa Esperanza", durando menos de un año y dando siete presentaciones. 
La banda planeó volver en 2010, pero por problemas de estudios y laborales, su reencuentro no sucedió hasta inicios de 2012, junto con esto se anunció el comienzo de las grabaciones de un nuevo CD, que contendrá canciones no lanzadas, nuevas canciones y la grabación de un videoclip. Carlos Yévenes fue despedido de la banda, por lo que ingresó Pablo Quilodrán, miembro de bandas como "La Antigua Morada" (2009-2012) y "Determinación de Mil Inviernos" (2013-2016), mientras que el multi-instrumentlista Claudio Castro ocupó la batería.
El show de reunión -tras siete años- fue el 8 de marzo de 2013, junto a "Anchor" (SC), "Mil Caras" (AR), "Cenizas" y "Un Nuevo Comienzo"; posteriormente, el 14 de junio, se presentaron en el festival autogestionado "La esencia no se pierde", compartiendo escenario con más de quince bandas del hardcore punk/metalcore penquista. Se anunciaron otras fechas, a lo largo del país, las cuales no se realizaron, debido a nuevos conflictos de interés entre sus miembros, que significaron el cierre definitivo de la banda.
En noviembre del 2018, No Problema Tapes manufacturó una nueva edición del casete homónimo (2003), siendo relanzado por Cisnes Salvajes, y distribuido por Discultura.

## Miembros Oficiales
- Mauricio Romero – voz (2003–2006, 2012–2013
- Gustavo Aracena – bajo (2003–2006, 2012–2013)
- Gustavo Castro Elgueta – guitarra, coros (2003–2006, 2012–2013)
- Claudio Castro Elgueta – batería (2012–2013); guitarra (2004–2006)
- Carlos Yévenes Guerra – batería (2003–2006)
- Valentina Villaroel Ambiado  – guitarra (2003)

## Invitados
- Pablo Quilodrán – guitarra (2012–2013)
- Álvaro Puente – batería (2003)
- Juan Gómez – guitarra (2003)
- Marcelo Jara – guitarra (2003)

## Discografía
- Subir en Busca del Aire demo (2003) – Primer lanzamiento oficial.[1] Grabado en septiembre de 2003, publicado en casete por Cisnes Salvajes. Relanzado en 2018.
- El eco de los Pasos demo (2005)[3] – Grabado en septiembre de 2005, publicado en casete por Cisnes Salvajes. Lanzado en internet de manera "no oficial" como Los Pasos que Quedaron Marcados en el Cemento.
- Subir en Busca del Aire / Teoría de un Sueño Muerto split – Grabado en 2005. Lanzado en CDr por el sello South Noise en 2010.
- No es sólo vivir mi amigo (.mp3) (2013) – Versión Ambien del tema No es sólo vivir. Producida por Gustavo Castro E. No oficial de la banda.